# Tamar Svetlin
Tamar Svetlin, slovenski nogometaš, * 30. julij 2001, Ljubljana.
Svetlin je profesionalni nogometaš, ki igra na položaju vezista. Od leta 2025 je član poljskega kluba Korona Kielce, od leta 2024 pa tudi slovenske reprezentance. Ped tem je igral za slovenske klube Domžale, Bravo in Celje. Skupno je v prvi slovenski ligi odigral 167 tekem in dosegel 17 golov. Bil je tudi član slovenske reprezentance do 15, 16, 17, 18, 19 in 21 let.